# 佐野量子
佐野 量子（さの りょうこ、1968年〈昭和43年〉8月22日 - ）は、日本の元女優、歌手、タレント。1980年代から1990年代にかけて活躍した。
夫はJRA所属競馬騎手の武豊。義父はJRA元騎手・元調教師の武邦彦。義弟は元JRA騎手・現調教師の武幸四郎。夫の豊との間に子供はいない。

## 略歴・エピソード
静岡県富士宮市出身。静岡県立富士宮北高等学校普通科1年生から明治大学附属中野高等学校定時制→東京都立代々木高等学校（現・東京都立世田谷泉高等学校）定時制へ転校後卒業。その後大学（在籍していた大学は非公表）の家政学科へ進学。
高校在学中に自らタレント養成所に在籍し、静岡から東京の養成所に毎週通う日々を送るうち芸能事務所の社長の目にとまり、1984年10月に日本テレビ系ドラマ『気分は名探偵』で女優デビューを果たす。
1985年4月21日、「ファースト・レター」でRVC（現：ソニー・ミュージックレーベルズ）からアイドル歌手デビュー。芸能界デビューは女優であったが、本人は歌手への憧れも持ち続けていたという。その後、当初の所属事務所の方針転換に伴い浅井企画に移籍。同事務所の小堺一機や関根勤と共演する機会が増える。2人が佐野の天然な行動や言動を拾ったことで、バラドルとしての活動が増えるが、1994年12月に芸能界からの引退を表明した。
1995年にJRA騎手・武豊と結婚し、以後はメディアへの出演を行っていなかったが、2015年10月10日放送の『豊さんと憲武ちゃん! 旅する相棒〜1泊2日京都編〜』（テレビ朝日）で、約20年ぶりにテレビ番組に出演した。クリス松村の2009年10月5日付けのブログには武夫妻の写真が掲載されている。趣味はフィギュアスケート。

## その他
- アイドル時代の趣味はアクセサリー収集、スポーツ（球技全般）、特技はピアノであった[4]。
- 西村知美とはアイドル時代から仲がよく、現在も親交がある。2014年には西村のブログに佐野とのツーショット写真が掲載された。

## 出演

### 映画
- ブラックボード（1986年9月17日、近代映画協会） - 矢沢智子 役
- シャコタン☆ブギ（1987年8月15日、東映） - ユミ 役
- 釣りバカ日誌4（1991年12月23日、松竹） - 太田町子 役
- ゴジラvsメカゴジラ（1993年12月11日、東宝） - 五条梓 役[1]

### テレビドラマ
- 土曜グランド劇場「気分は名探偵」（1984年 - 1985年、日本テレビ） - 吉原かおり 役
- ガンコおやじに敬礼!（1985年、TBS） - 岩倉正子 役
- 年末時代劇スペシャル（日本テレビ）
  - 「忠臣蔵」（1985年）
  - 「白虎隊」（1986年） - キク 役
- 月曜ドラマランド（フジテレビ）
  - 「セーラー服応援団!乙女白書」（1986年2月3日） - 主演
  - 「初恋スキャンダル」（1986年7月21日） - 主演・久美 役
- 銀河テレビ小説「下町三人娘」（1986年、NHK総合）
- ドラマ・女の手記「未婚の母でごめんね」（1986年、テレビ東京）
- 大河ドラマ「独眼竜政宗」（1987年、NHK総合） - 村娘ハツ 役
- ニュータウン仮分署（1988年 テレビ朝日） - 山尾薫 役
- 東京ゲーム（1988年6月10日、TBS） - 主演
- 花王名人劇場（関西テレビ）
  - 「新・姥ざかり」（1988年）
  - 「うどんのぬくもり」（1990年）
- 土曜ドラマスペシャル「五島・福江行」（1989年、TBS）
- シリーズ街「夢に見た日々」（1989年、テレビ朝日） - 米村洋子 役
- 朝日放送創立40周年記念特別番組「さんまの駐在さんスペシャル」（1990年、朝日放送）
- 男と女のミステリー（フジテレビ）
  - 「おふくろに乾杯!!」（1990年5月4日）
  - 「ロマンの果てII 汚れっちまった悲しみに」（1990年6月15日）
- 月曜ドラマスペシャル（TBS）
  - 「隅田川花火殺人事件」（1990年）
  - 「おやじのヒゲ12」（1992年4月27日）
- 花王ファミリースペシャル「もう一度ここで逢えたなら」（1990年、関西テレビ）
- ドラマチック22「新米リポーター物語」（1990年9月15日、TBS） - 主演
- 新春大型5時間時代劇スペシャル・戦国乱世の暴れん坊「斎藤道三・怒濤の天下取り」（1991年1月3日、テレビ朝日） - あぐり 役
- 月曜・女のサスペンス（テレビ東京）
  - 「殺意の狂詩曲」（1991年）
  - 「赤い犬」（1992年）
- 水戸黄門（TBS / C.A.L）
  - 第20部 第21話（1991年4月1日）奸計暴いた娘の忠義(人吉) - おゆき 役
  - 第23部 第4話（1994年8月22日）助さん格さん用心棒(安中) - お久美 役
- 東芝日曜劇場（TBS）
  - 「センチメンタルジャーニー」（1991年、CBC）
- 土曜ワイド劇場（テレビ朝日）
  - 「殺意の誕生石」（1991年）
  - 「こちら禅寺探偵局」（1993年）
  - 「事件2 OLが見たホーム転落死の真相!」（1994年6月11日） - 大杉みさ 役
- 金曜時代劇「近松青春日記」（1991年、NHK総合）
- 本当にあった怖い話「心霊写真の涙」（1992年9月7日、テレビ朝日） - 主演
- 池中玄太83キロさよならスペシャル（1992年10月6日、日本テレビ） - 深沢のぞみ 役
- 「さよならのストーリーたち」から『幸せをさがして』全10回（1992年10月3日～12月5日放送、テレビ東京） - 主演
- 映画みたいな恋したい「夢の降る街」（1992年、テレビ東京） - 主演
- 裸の大将 第57話「清と伊勢と宇宙人」（1992年、関西テレビ） - ジュジュ 役
- 妻たちの劇場「あなたにあいたくて」（1993年、フジテレビ） - 主演
- 暴れん坊将軍VI 第6話「江戸城危うし 吉宗の寝所」（1994年、テレビ朝日） - 綾 役
- 名奉行 遠山の金さん 第6シリーズ 第19話「水晶占いの母と娘」（1994年、テレビ朝日） - お袖 役

### バラエティ番組
- お笑いマンガ道場（中京テレビ）- 不定期
- 笑っていいとも!（フジテレビ、1988年10月 - 1989年9月）

「動物に例えると何ですか?」または「国民の祝日に例えると何ですか?」のフレーズで話題に。
- オレたちひょうきん族（フジテレビ）
- わいわいスポーツ塾（TBS）

レギュラー解答者として出演し、夫となる武と知り合うきっかけになった番組。
- JanJanサタデー（静岡第一テレビ） - 不定期

最終回も含め、計18回出演。
- あっちこっちマッチ（朝日放送、1988年10月 - 1989年3月）
- クイズ!!体にいいTV（日本テレビ） - 不定期
- Lady's Knight（日本テレビ）

第7回放送から最終回までレギュラー出演。
- クイズダービー（TBS、1992年1月11日）
- 全員出席!笑うんだってば（日本テレビ）
- さんまのSUPERからくりTV（TBS）
- ダウトをさがせ!（TBS）
- なるほど!ザ・ワールド（フジテレビ）
- クイズ!年の差なんて（フジテレビ） - 不定期

### 声優
- 雲のように風のように（1990年、日本テレビ） - 主演・銀河 役[7]
- ちびねこトムの大冒険（1992年、映画未公開アニメ） - エイミー 役
- 夢からさめない（OVA） - 主演・川原砂緒 役

### ラジオ
- 佐野量子 レタスのくしゃみ（バーディ企画制作、地方局ネット）
- 佐野量子 夢色のポケット（バーディ企画制作、STVラジオ）
- コサキン無理矢理100%（TBSラジオ　毎月最終週のみレギュラー）
- コサキン増刊号内「頭の中はおもちゃランド」（TBSラジオ）

### CM
- ブルボン
  - アーモンドオー
  - ガムネード
  - チョコあーんぱん
  - エッグトースト
  - Bit
- 東京ガスファンヒーター（1985年、三田寛子と共演。）[8]
- 味の素　（関根勤と共演）
- ロート製薬
- NTT
- ライオン　マリンフレッシュ

## ディスコグラフィ

### シングル
| #                                                     | 発売日          | A/B面   | タイトル                        | 作詞              | 作曲       | 編曲       | 規格品番 |
| RVC/RCA                                               | RVC/RCA         | RVC/RCA | RVC/RCA                         | RVC/RCA           | RVC/RCA    | RVC/RCA    | RVC/RCA  |
| ----------------------------------------------------- | --------------- | ------- | ------------------------------- | ----------------- | ---------- | ---------- | -------- |
| 1                                                     | 1985年 4月21日  | A面     | ファースト・レター              | 秋元康            | 水谷公生   | 水谷公生   | RHS-192  |
| 1                                                     | 1985年 4月21日  | B面     | 迷惑ですか                      | 秋元康            | 水谷公生   | 水谷公生   | RHS-192  |
| 2                                                     | 1985年 7月21日  | A面     | 蒼いピアニシモ                  | 秋元康            | 松尾一彦   | 今泉敏郎   | RHS-207  |
| 2                                                     | 1985年 7月21日  | B面     | 秋風のリフレイン                | 秋元康            | 松尾一彦   | 今泉敏郎   | RHS-207  |
| 3                                                     | 1985年 12月5日  | A面     | 雨のカテドラル                  | 秋元康            | 松尾一彦   | 今泉敏郎   | RHS-225  |
| 3                                                     | 1985年 12月5日  | B面     | 世界で一番に嫌いな人            | 秋元康            | 松尾一彦   | 今泉敏郎   | RHS-225  |
| 4                                                     | 1986年 4月21日  | A面     | 教科書のイニシャル              | 秋元康            | 水谷公生   | 水谷公生   | RHS-240  |
| 4                                                     | 1986年 4月21日  | B面     | 波音はLOVE SONG                 | 秋元康            | 水谷公生   | 水谷公生   | RHS-240  |
| 5                                                     | 1986年 9月17日  | A面     | 瞳にピアス                      | 秋元康            | 水谷公生   | 水谷公生   | RHS-251  |
| 5                                                     | 1986年 9月17日  | B面     | 羊が空を飛んだ                  | 秋元康            | 水谷公生   | 水谷公生   | RHS-251  |
| 6                                                     | 1986年 12月5日  | A面     | 夢からさめない                  | 秋元康            | 松尾一彦   | 船山基紀   | RHS-263  |
| 6                                                     | 1986年 12月5日  | B面     | 恋が止まらない                  | 秋元康            | 松尾一彦   | 船山基紀   | RHS-263  |
| 7                                                     | 1987年 3月21日  | A面     | 4月のせいかもしれない           | 秋元康            | 後藤次利   | 後藤次利   | RHS-274  |
| 7                                                     | 1987年 3月21日  | B面     | 雨が止むまで                    | 秋元康            | 後藤次利   | 後藤次利   | RHS-274  |
| 8                                                     | 1987年 8月5日   | A面     | 夏のフィナーレ                  | 松本一起          | MAYUMI     | 鷺巣詩郎   | RHS-295  |
| 8                                                     | 1987年 8月5日   | B面     | 危険なテイスト                  | 森田由美          | 水谷公生   | 水谷公生   | RHS-295  |
| 9                                                     | 1987年 10月21日 | A面     | レタスの恋愛レポート            | 松本一起          | 財津和夫   | 船山基紀   | RHS-307  |
| 9                                                     | 1987年 10月21日 | B面     | 去年のRain                      | 松本一起          | 財津和夫   | 船山基紀   | RHS-307  |
| BMGビクター（現：ソニー・ミュージックレーベルズ）/RCA |                 |         |                                 |                   |            |            |          |
| 10                                                    | 1988年 3月9日   | A面     | 星空回線                        | 来生えつこ        | 来生たかお | 瀬尾一三   | B07S-12  |
| 10                                                    | 1988年 3月9日   | B面     | 日曜日のメンバー                | 中村ゆうみ        | 和泉常寛   | 瀬尾一三   | B07S-12  |
| 11                                                    | 1988年 7月21日  | A面     | TOMORROW                        | 有川正沙子        | 牧野信博   | 牧野信博   | B07S-20  |
| 11                                                    | 1988年 7月21日  | B面     | DEAR GIRL〜少年のような日々へ〜 | 沢ちひろ          | 財津和夫   | 鷺巣詩郎   | B07S-20  |
| 12                                                    | 1988年 11月1日  | A面     | 哀愁エクスプレス                | 有川正沙子        | 牧野信博   | 鷺巣詩郎   | B07S-32  |
| 12                                                    | 1988年 11月1日  | B面     | 優しいブルー                    | 有川正沙子        | 牧野信博   | 鷺巣詩郎   | B07S-32  |
| 13                                                    | 1989年 3月21日  | A面     | さよならが聞こえない            | 森田由美          | 水谷公生   | 水谷公生   | B07S-39  |
| 13                                                    | 1989年 3月21日  | B面     | EVERLANDへようこそ              | 森田由美          | 水谷公生   | 水谷公生   | B07S-39  |
| 14                                                    | 1989年 8月2日   | 01      | あくび                          | 秋元康            | 見岳章     | 石川鷹彦   | B10D-130 |
| 14                                                    | 1989年 8月2日   | 02      | 恋の扉                          | 許瑛子            | 多々納好夫 | 船山基紀   | B10D-130 |
| 15                                                    | 1989年 12月6日  | 01      | しあわせをいつまでも            | 秋元康            | 見岳章     | 見岳章     | B10D-141 |
| 15                                                    | 1989年 12月6日  | 02      | 早く探しに行かなきゃ            | 秋元康            | 見岳章     | 見岳章     | B10D-141 |
| 16                                                    | 1990年 5月21日  | 01      | 夏・元気印                      | 佐野量子 帆苅伸子 | 三浦一年   | 山川恵津子 | BVDH-3   |
| 16                                                    | 1990年 5月21日  | 02      | 雲のように風のように            | 真名杏樹          | 釘崎哲朗   | 山川恵津子 | BVDH-3   |
| テイチク（現：テイチクエンタテインメント）            |                 |         |                                 |                   |            |            |          |
| 17                                                    | 1991年 9月1日   | 01      | 季節の終りに                    | 魚住勉            | Mark Davis | Mark Davis | TEDA-81  |
| 17                                                    | 1991年 9月1日   | 02      | MINE                            | 佐野量子          | Mark Davis | Mark Davis | TEDA-81  |

### アルバム
- あなたの背中を見つめながら（1986年8月15日）
- 夢からさめない（1986年12月20日）

OVA夢からさめないサウンドトラック
- MODERATO（1987年4月21日）
- F・A・N・T・A・S・T・I・C（1987年11月5日）

ライブアルバム
- エスプレッシヴォ〜大切な友達へ〜（1988年3月21日）
- R・Y・O・K・O Station〜TOKYO DELUXE SANOPAC TOUR〜（1988年11月21日）

バスツアーを模した企画盤
- TOY PIANO（1989年4月21日）
- まさか（1989年12月21日）

「あくび」を収録。「あくび」のイントロ部分においてソプラノリコーダーを演奏しているのに対し、「まさか」のイントロ部分においてはハーモニカを演奏している。
- Wind & Window（1992年1月22日）

全曲自らが作詞

### タイアップ曲
| 年     | 楽曲                 | タイアップ                                             |
| ------ | -------------------- | ------------------------------------------------------ |
| 1986年 | 夢からさめない       | OVA「夢からさめない」主題歌                            |
| 1989年 | さよならが聞こえない | サン・ジョルディの日・イメージソング                   |
| 1990年 | 雲のように風のように | 日本テレビ系テレビアニメ「雲のように風のように」主題歌 |
| 1991年 | 季節の終りに         | 日本テレビ系「スター爆笑Q&A」EDテーマ                  |

### 未CD化音源
- ゴリラの目ん玉（NHK『みんなのうた』1989年12月 - 1990年1月放送楽曲[9]）

作詞：秋元康、作曲：小林亜星、編曲：関和則、映像：堀田アツコ
1989年12月23日放送の「みんなのうたフェスティバル」では佐野が出演し、この曲を歌った。
コンピレーションアルバムには長尾由起子によるカバーが収録。

## 書籍

### 著書
- Adagio-佐野量子：ゆるやかな光の中で（1988年1月、シンコー・ミュージック）ISBN 4-401-61238-8
- 『天使のくしゃみ : かわいい泣き虫』ワニブックス、1987年1月15日。ISBN 4-8470-1038-8。
- 21番目のまさか（CBSソニー出版、1989年12月）ISBN 4-7897-0485-8
- 夢いろソーダ水：エッセイ集（オリジナルコンフィデンス、1990年6月）ISBN 4-87131-026-4

### 写真集
- Note：佐野量子写真集（ワニブックス、1988年7月）ISBN 4-8470-2090-1
- 佐野量子（スコラ、1985年9月）ISBN 4-06-170803-1
- 佐野量子写真集：あなたの背中を見つめながら（ワニブックス、1986年8月）ISBN 4-8470-2040-5
- 佐野量子写真集：渚のモデラート（近代映画社、1987年9月）ISBN 4-7648-1454-4
- 佐野量子写真集：Love in the afternoon（ファンハウス、1992年6月）ISBN 4-8470-2264-5
- Date：佐野量子（ファンハウス、1990年12月）ISBN 4-8470-2161-4

### ビデオ
- 佐野量子 / Sketch book（大陸書房、1988年10月6日）
- Pochiette　ハワイ日記&スキー日記（1989年、非売品でファンクラブ特製プライベートビデオである）